# 9744 Nielsen
A 9744 Nielsen (ideiglenes jelöléssel 1988 JW) a Naprendszer kisbolygóövében található aszteroida. Carolyn Shoemaker és Eugene Merle Shoemaker fedezte fel 1988. május 9-én.